# Весёлые Ключи
Весёлые Ключи — посёлок в Шушенском районе Красноярского края России. Входит в состав Синеборского сельсовета.

## География
Находится на ручье Весёлый Ключ.

### Климат
Климат характеризуется как резко континентальный, с продолжительной морозной зимой и коротким тёплым летом. Средняя температура воздуха самого тёплого месяца (июля) составляет 20 °C; самого холодного (января) — −20 °C. Среднегодовое количество атмосферных осадков составляет 500 мм. Безморозный период в среднем длится 115 дней.

## История
В 1976 г. Указом Президиума ВС РСФСР посёлок фермы № 2 совхоза «Сибирь» переименован  в Весёлые Ключи.

## Население
| 2010 |
| ---- |
| 166  |

## Инфраструктура
Личное подсобное хозяйство.
Основа экономики — сельское хозяйство .
Установлен в центре посёлка памятник Воинам-односельчанам, павшим в Великой Отечественной войне.

## Транспорт
Остановка общественного транспорта «Весёлые Ключи».